# Aïn Reggada (Maroc)
Ain Reggada (عين الرݣادة) est une ville du nord-est du Maroc située dans la province de Berkane, dans la région de l'Oriental.
La ville fait partie du territoire de la tribu rifaine des Béni-Snassen.

### Sources
- (en) Ain Erreggada sur le site de Falling Rain Genomics, Inc.